# Dijkensteenschubje
Dijkensteenschubje (Myriospora smaragdula) is een korstmossoort uit de familie Acarosporaceae. Deze steenbewoner is vooral bekend van op graniet van zeedijken. Het leeft in symbiose met een chlorococcoïde alg.

## Determinatie

### Uiterlijke kenmerken
Het thallus is typisch geel, bleek reebruin, zelden helder geelgroen en niet berijpt. Het uiterlijke heeft vaak een wasachtig indruk en is soms concentrisch geribbeld. Het heeft wijd verspreide, afgeronde, licht gezwollen areolen met een diameter van 1–1,5 mm. Pycnidiën zijn niet aanwezig.
De soort kent de volgende kenmerkende kleurreacties:
- thallus: UV−, C–, K+ (rood) en zelden K-, KC+ (rood) en zelden KC-, P+ (geel)

### Microscopische kenmerken
De asci zijn cilindrisch-clavaat en meersporig. De ascosporen zijn ellipsvormig, hyaliene, ongesepteerd, glad, zonder epispore of geleiachtige omhulsel en meten (2,5–) 3,5–4,5 × 1–1,2 µm. Het hymenium is 140–240 µm hoog. De parafysen hebben een uiteinden die cilindrisch tot clavaat van vorm is en een diameter van 1–1,5 µm.

## Verspreiding
Dijkensteenschubje is in Nederland zeer zeldzaam. Het staat op de Nederlandse Rode Lijst in de categorie 'Kwetsbaar'.